# Дьёндьёши, Ласло
Ласло Дьёндьёши (венг. Gyöngyösi László; 9 сентября 1927, Будапешт — 23 февраля 2016, Альбукерке, Нью-Мексико) — венгерский пловец. Участник летних Олимпийских игр 1948 и 1952 годов.

## Биография
Ласло Дьёндьёши родился 9 сентября 1927 года в венгерском городе Будапешт.
В школьные годы демонстрировал высокие успехи в учёбе. Параллельно начал заниматься плаванием в целях физиотерапии. Окончил с отличием Будапештский университет технологии и экономики по специальности инженер-механик. Выступал за его команду по плаванию, завоевав медали нескольких европейских университетских соревнований.
Выступал в соревнованиях по плаванию за «Неменьи МАДИС», «Элёре», SZOT и «Гонвед». Чемпион Венгрии на дистанциях 300 метров комплексом (1947), 100 метров на спине (1950), эстафетах 4x100 метров вольным стилем (1949), 4x200 метров вольным стилем (1949, 1955), 100×200×100 метров (1947), серебряный призёр на дистанциях 100 метров вольным стилем (1952), 100 метров на спине (1947, 1949, 1951, 1953), 200 метров на спине (1947, 1948, 1949), эстафетах 4x100 метров вольным стилем (1952), 4x200 метров вольным стилем (1952), бронзовый призёр на дистанциях 100 метров вольным стилем (1949, 1950, 1951), 100 метров на спине (1948), 200 метров на спине (1950, 1953), 300 метров комплексом (1949, 1952), эстафете 4x200 метров вольным стилем (1956).
В 1948 году вошёл в состав сборной Венгрии на летних Олимпийских играх в Лондоне. Был заявлен на дистанции 100 метров на спине, но не вышел на старт.
В 1949—1951 годах четырежды устанавливал рекорды Европы в плавании на длинной воде. Три из них установил в эстафете 4х100 метров вольным стилем — 3 минуты 56,8 секунды (20 августа 1949, Будапешт), 3.55,0 (15 октября 1950, Будапешт), 3.53,2 (21 октября 1950, Секешфехервар). Кроме того, 13 мая 1951 года в Москве установил рекорд в эстафете 4х200 метров вольным стилем — 8.45,9.
В 1952 году вошёл в состав сборной Венгрии на летних Олимпийских играх в Хельсинки. На дистанции 100 метров на спине занял в квалификации 18-е место, показав результат 1.10,0 и уступив 0,9 секунды худшим из попавших в полуфинал Люсьену Зинсу из Франции и Итсе ван дер Вену из Нидерландов. В эстафете 4х200 метров вольным стилем команда Венгрии, за которую также выступали Дьёрдь Чордаш, Геза Кадаш, Имре Ньеки и Густав Кеттеши, заняла в финале 5-е место (8.52,6), уступив 21,5 секунды завоевавшей золото сборной США.
Работал в Будапештском метрополитене, где получил опыт в области гидродинамики.
В феврале 1957 года после подавления Венгерского восстания эмигрировал в США. Прибыв в лагерь беженцев в Кэмп-Килмере в штате Нью-Джерси, затем поселился в городе Истон в штате Пенсильвания.
Работал инженером по гидравлическим системам в компании Ingersoll Rand. Большую часть 38-летней карьеры занимался разработкой флагманской буровой установки компании Т4, был главным инженером-разработчиком проекта и получил несколько патентов. Долго работал в Индии, где установил тесные связи с коллегами, разрабатывавшими производственную площадку для Т4.
В 1995 году вышел на пенсию из-за кризиса в нефтегазовой отрасли. Занимался семьёй, часто ездил за границу, увлекался лыжными гонками. В 2008 году переехал в Альбукерке, чтобы жить ближе к семье.
Умер 23 февраля 2016 года в реабилитационном центре Альбукерке после непродолжительной болезни.

## Семья
Отец - Ласло Дьёндьёши, мать — Ирма Бучек. Старшая сестра — Габи Шеллер.
Жена — Ева Бенсон. Вместе с ней эмигрировали в США и поженились в лагере беженцев. Прожили вместе 59 лет. Есть двое сыновей — Лестер и Том Дьёндьёши, три внука и одна внучка.